# توماش أنزاري
توماش أنزاري (بالتشيكية: Tomáš Anzari)‏ مواليد 24 يونيو 1970 في تشيكوسلوفاكيا، هو لاعب كرة مضرب تشيكي سابق بدأ مسيرته كمحترف سنة 1989 وكان يلعب باليد اليمنى. أعلى تصنيف له في الفردي كان المركز الـ 134 في سنة 1991. أعلى تصنيف له في الزوجي كان المركز الـ 80 في سنة 1993.

## النهائيات

### الزوجي: 1 (0–1)
| الحصيلة | الرقم | السنة | الدورة            | الأرضية | الشريك       | المنافس في النهائي      | النتيجة في النهائي |
| ------- | ----- | ----- | ----------------- | ------- | ------------ | ----------------------- | ------------------ |
| الوصافة | 1.    | 1992  | بطولة ميونخ للتنس | ترابية  | كارل ليمبرجر | ديفيد آدمز مينو أوستينغ | 6–3, 5–7, 3–6      |

## روابط خارجية
- توماش أنزاري على موقع رابطة محترفي التنس (الإنجليزية)
- توماش أنزاري على موقع الاتحاد الدولي لكرة المضرب (الإنجليزية)
- توماش أنزاري على موقع خلاصة التنس.كوم (الإنجليزية)